# Road to the North Pole
Road to the North Pole («Дорога на Северный полюс») — седьмой эпизод девятого сезона мультсериала «Гриффины», премьера которого состоялась 12 декабря 2010 года на канале FOX. Сюжет эпизода впервые был рассказан в 2010 году на San Diego Comic-Con International. Шестой эпизод из цикла «Road to…».

## Сюжет
Приближается Рождество. Семья Гриффинов пишет свои пожелания Санта-Клаусу, а Брайан и Стьюи отправляются в торговый центр, чтобы увидеть его там вживую. Очередь к старику очень длинная, а когда друзья добираются до него, Санта уходит на перерыв. Обозлённый Стьюи решает отомстить ему, для чего отправляется на Северный полюс. Брайан неохотно следует с ним. Поначалу пёс приводит малыша в парк развлечений на тематику Северного полюса, но Стьюи распознаёт обман, и под угрозой застрелить Брайана вынуждает того всё-таки отвезти его на настоящий полюс.
Друзья отправляются в сторону Канады на попутном грузовике, а потом на снегоходе. По дороге Брайан безуспешно пытается объяснить Стьюи, что Санта-Клауса на самом деле не существует. Преодолев стужу и ветер, друзья наконец-то добираются до ворот с надписью «Северный полюс». Войдя, они обнаруживают мрачные заброшенные цеха и самого́ Санту. Стьюи объявляет дедушке, что пришёл убить его, но выясняется, что тот и сам хочет умереть, чтобы избавиться от страданий: ни он, ни его эльфы, ни олени не справляются с возросшими потребностями человечества в рождественских подарках. Друзья понимают тяжесть положения, но пытаются объяснить Санте, что он — неотъемлемая часть Рождества. Внезапно Санта-Клауса хватает удар. Стьюи и Брайан соглашаются развезти подарки по миру вместо него.
Однако задача сложнее, чем они думали: на первый же посещённый дом они тратят полтора часа, так как Стьюи убивает жильца, грозившего вызвать полицию, и связывает его жену и дочь. Друзья отказываются от дальнейшего выполнения миссии, летят к Санте, забирают его с собой и отправляются в телецентр.
Тем временем Питер не находит подарков под ёлкой, включает местные новости, где вещание внезапно прерывается появлением Стьюи, Брайана и Санта-Клауса на инвалидной коляске. Малыш и пёс рассказывают зрителям, что их жадность довела старика до болезни, и просят каждого просить только по одному подарку, чтобы не загубить Санту. Все соглашаются.
Через год фабрика на Северном полюсе снова в строю, Санта-Клаус поправился.

## Создание
Автор сценария: Дэнни Смит, Крис Шеридан
Режиссёр: Грег Колтон
Композитор: Рон Джоунс
Приглашённые знаменитости: Дрю Бэрримор (в роли Джиллиан), Генри Бенджамин (в роли Карла), Дэвид Борианаз (камео), Кэрри Фишер (в роли Анжелы, начальницы Питера), Рон Макфарлейн (отец Сета Макфарлейна) (в роли рассказчика) и Кэрли Скотт (в роли Эбби)

## Интересные факты

### Мелочи
- Этот эпизод — шестой, посвящённый совместным путешествиям Стьюи и Брайана. Первые пять — Road to Rhode Island (2002), Road to Europe (2002), Road to Rupert (2007), Road to Germany (2008) и Road to the Multiverse (2009). Все эти названия являются пародиями на серию из семи комедийных фильмов «Дорога на...» (1940 — 1962) с участием Боба Хоупа и Бинга Кросби.
- Этот эпизод — второй «рождественский» в сериале, первым был A Very Special Family Guy Freakin' Christmas (2001).
- Согласно этому эпизоду Санта-Клаус — мусульманин.
- Тот человек, которого убил Стьюи битой, очень сильно похож на Хэнка Хилла из «Царя горы».
- Сани Санты, которые переделал Стьюи, работали на таком же двигателе, как автомобиль в фильме «Назад в будущее 2».
- Этот эпизод — один из немногих, который длиннее стандартного хронометража для Гриффинов (43 минуты).

### Критика
- Премьеру эпизода посмотрели 8 030 000 зрителей[3].
- The A.V. Club — оценка А-. «Хороший эпизод, наполненный смешными гэгами и приятными моментами… Хорошие музыкальные вставки и изображение Северного полюса… Смешные ужасы накладываются друг на друга, и всё это остаётся смешно в целом»[4].
- TV Fanatic — 3,6 звёзд из 5. «Я испытываю смешанные чувства от этого эпизода, несмотря на умные моменты и обнадёживающий финал. Хотя я нормально отношусь к шокирующим и нецензурным сценам в „Гриффинах“, я испытала некое смущение от режиссуры этого рождественского эпизода. Возможно, из-за того, что здесь надругались над чем-то невинным, вроде Санты и его эльфов. Или из-за оленей-людоедов»[5].
- Телевизионный совет родителей[англ.], регулярный критик «Гриффинов» и других работ Макфарлейна, в очередной раз наградил эпизод званием «Худшее шоу недели» за сексуальное содержание и сцены насилия, особенно за момент, в котором Стьюи избивает человека бейсбольной битой до смерти. Также было раскритиковано участие в эпизоде отца Сета Макфарлейна, Рона. «Эпизод не хорош и не плох. Он просто противен»[6].